# Malaca (ciudad)
La Ciudad de Malaca (en malayo: Bandar Melaka) es la capital del estado de Malaca, en Malasia.
El Seri Negeri, el centro estatal administrativo y de desarrollo en el que se encuentran las oficinas del Gobernador y del secretario de estado y la cámara de la asamblea legislativa, está localizado en Malaca. El 7 de julio de 2008 la ciudad fue incluida por la Unesco en la lista del Patrimonio de la Humanidad junto a la de George Town en Penang.

## Historia
El sitio en donde se sitúa la ciudad de Malaca fue el centro de la historia del estado del mismo nombre. Fue la capital del sultanato de Malacay, el centro del mundo malayo entre los siglos XV y XVI tras la salida de los malayos de Sumatra y antes de la llegada de los portugueses en 1511. Los siglos de colonización portuguesa, holandesa y británica así como el desarrollo de la cultura china ha influenciado la arquitectura de la ciudad.
Tras la Segunda Guerra Mundial, el sentimiento anticolonial se propagó entre los nacionalistas malayos, llevados a las negociaciones con los británicos y el eventual anuncio de independencia de Tunku Abdul Rahman, el primer ministro de Malasia, en el Padang Pahlawan (campo del guerrero) en Bandar Hilir, en Melaka el 20 de febrero de 1956.
Desde la fundación de Singapur en 1819, el puerto de Malacca entró en declive ante el auge del puerto de Singapur y posteriormente del de Kuala Lumpur.

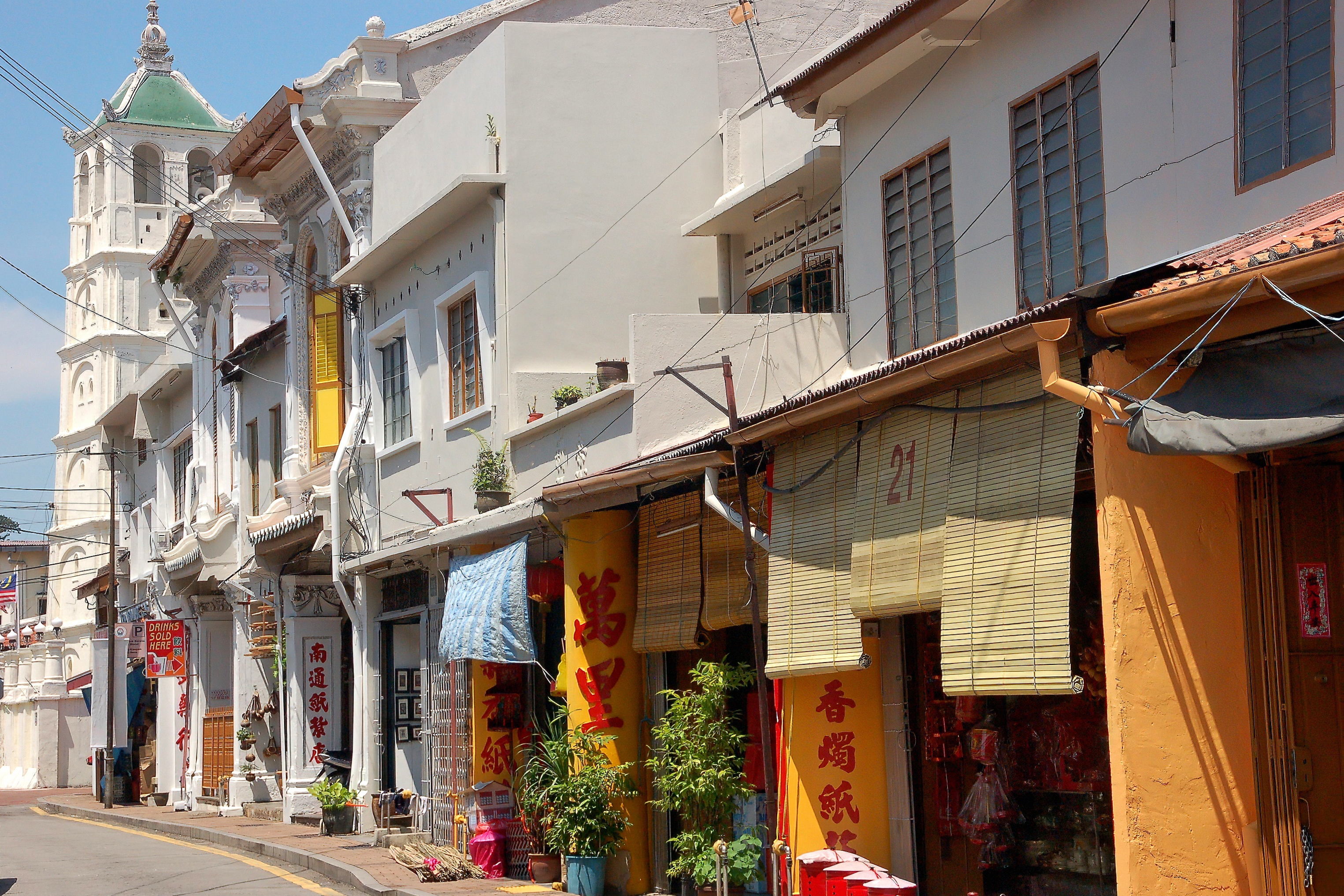
Calle con tiendas en Malaca
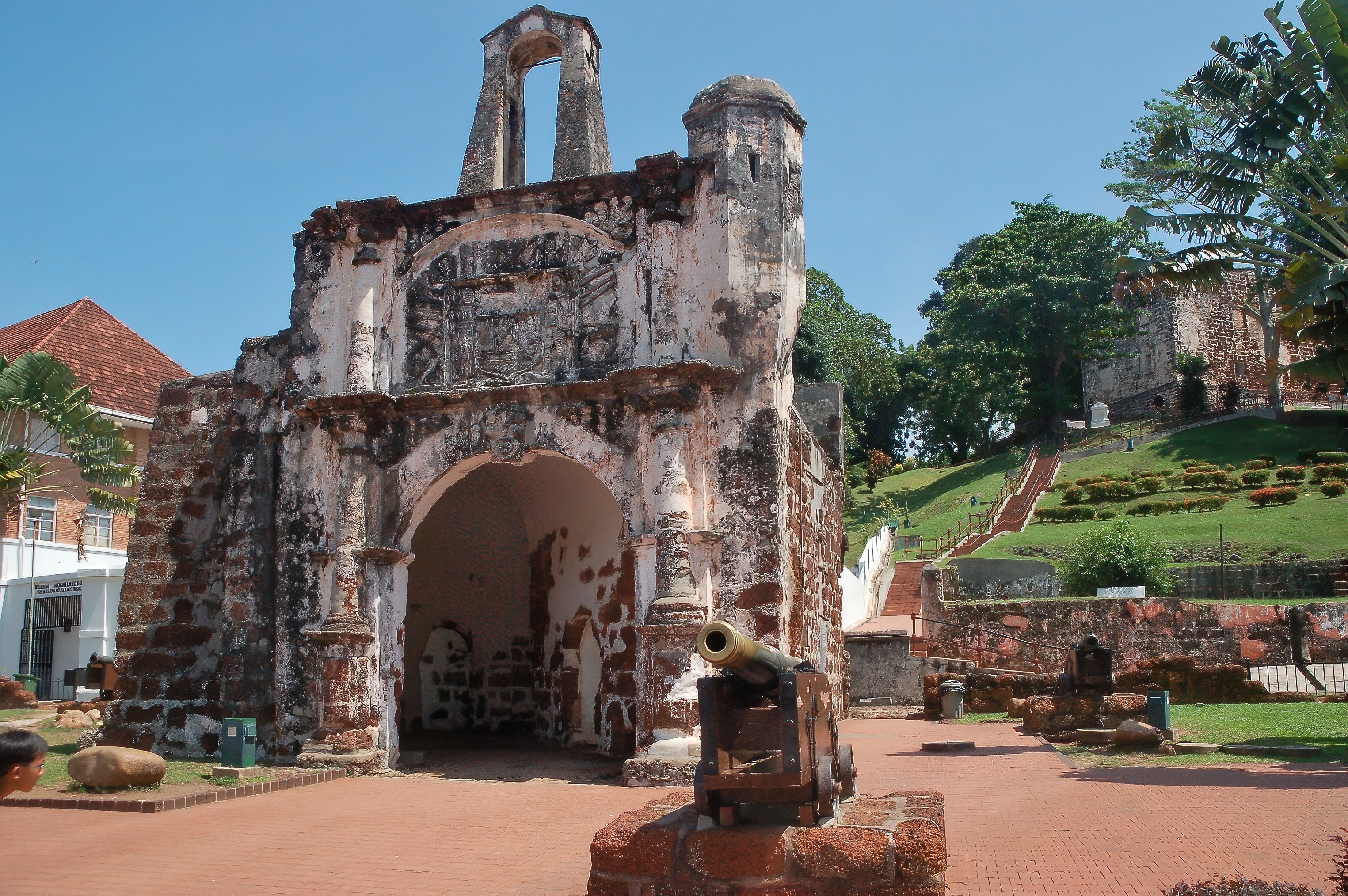
A Famosa (Porta de Santiago) Malaca, Malasia
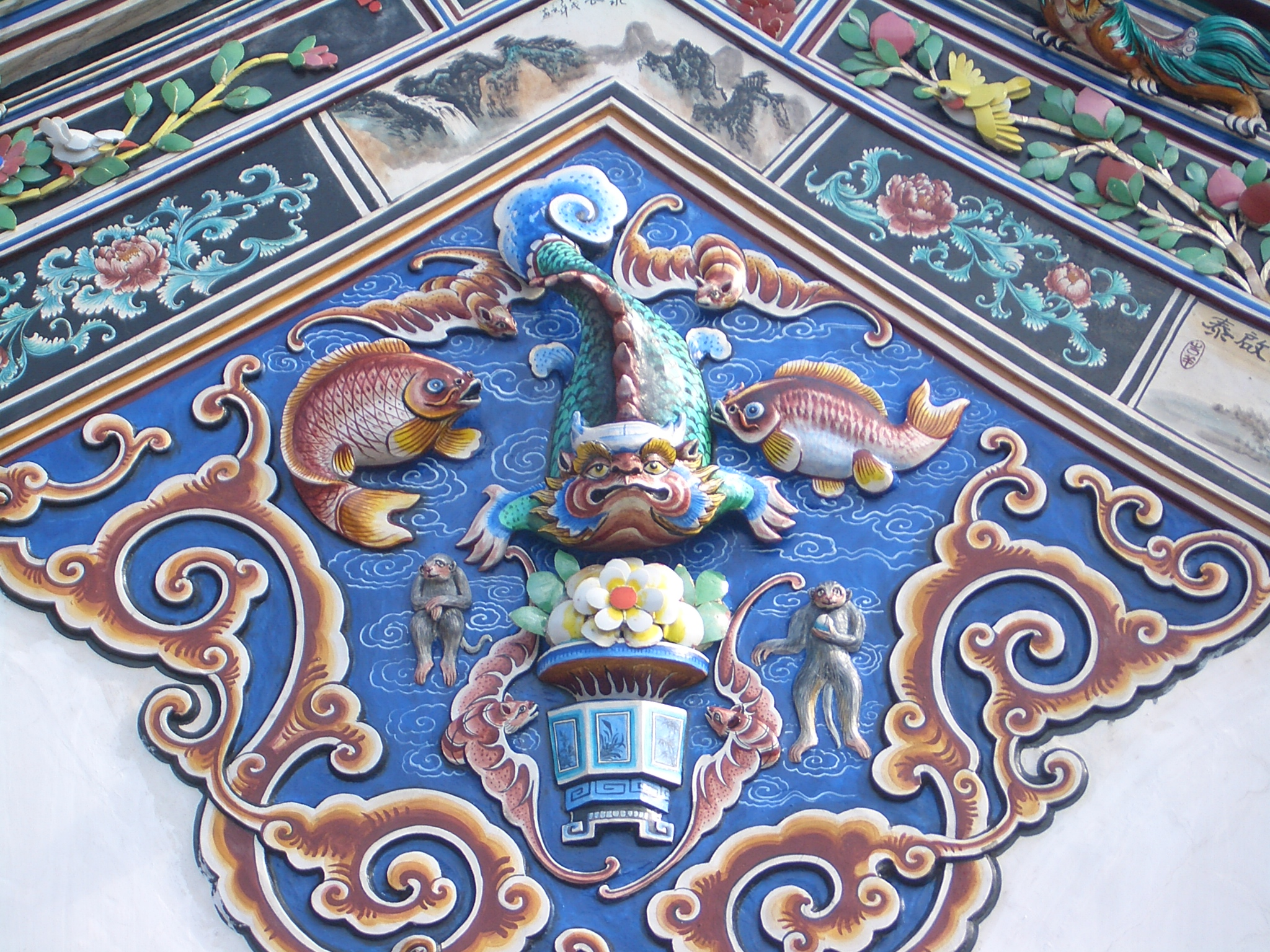
Relieve en Poh San Teng, al sur de Bukit Cina (la colina de China) en Malaca
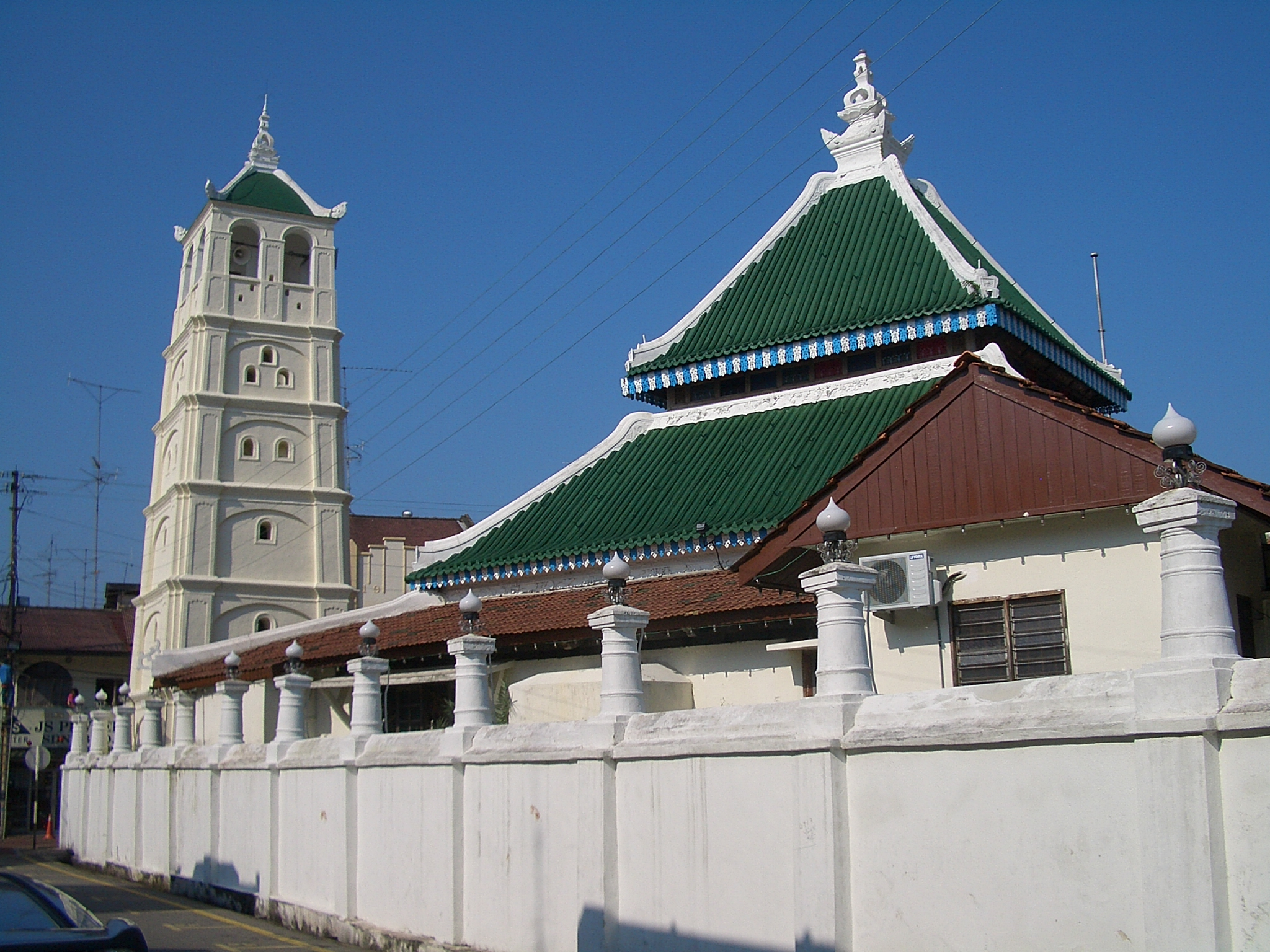
Mezquita de Kampung Kling, el casco antiguo de Malaca

## Turismo
La mayor parte de las atracciones turísticas se concentran en el pequeño centro de la ciudad. Uno puede caminar por la Jonker's Walk en la que se suceden una fila de casas-tienda pertenecientes a la arquitectura de Peranakan. En el área de Bandar Hilir se encuentra la fortaleza de Famosa, S. Paul Hill y muchos museos. Otro lugar de interés es Pulau Melaka, una isla formada por terreno ganado al mar. Al final de Pulau Melaka está situada la mezquita de Masjid Selat. Otras islas incluyen Pulau Upeh, cerca de la playa de Klebang, y Pulau Besar.

## Ciudades hermanadas
La ciudad de Malaca está hermanada con las siguientes ciudades:
- Lisboa, Portugal (16 de enero de 1984)
- Kuala Lumpur, Malasia (15 de abril de 1989)
- Hoorn, Países Bajos (8 de noviembre de 1989)
- Valparaíso, Chile (23 de junio de 1991)
- Nankín, China (2001)
- Yangzhou, China
- Lorca, España (2009)

### Asentamientos europeos
- Fuerte de Famosa (Porta de Santiago)
- Christ Church
- Stadthuys (Edificios administrativos holandeses)
- Iglesia de S. Francis Xavier
- Asentamiento portugués
- Fuerte de St. John
- Fuerte de St. Paul
- Ruinas de la iglesia de St. Paul Church - San Francis Xavier fue temporalmente enterrado en la iglesia de St. Peter
- Iglesia de St. Theresa Church
- Fuente de Victoria

### Asentamientos chinos

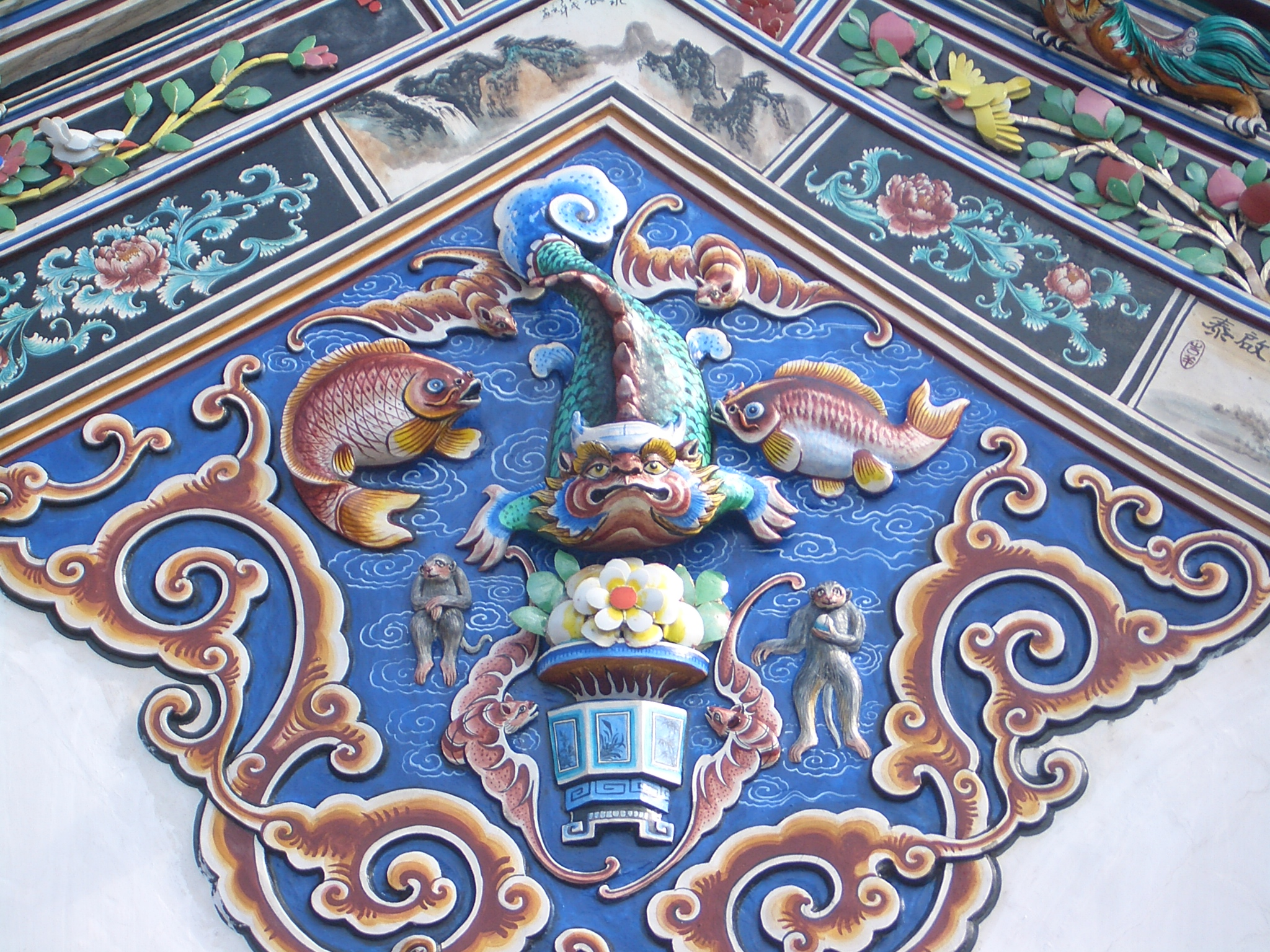
Relieve en Poh San Teng.

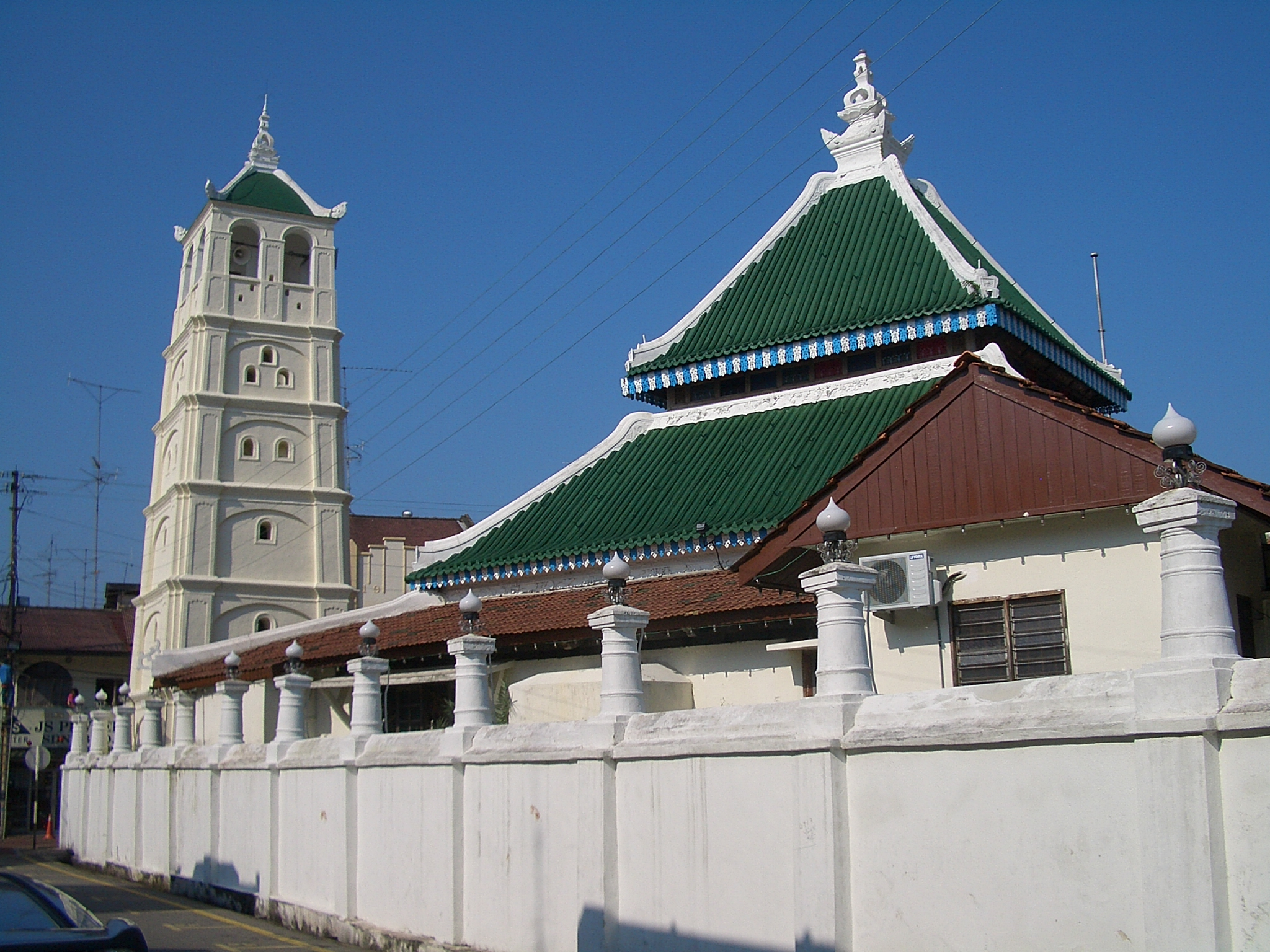
Mezquita de Kampung Kling.

- Cementerio de Bukit China
- Templo Cheng Hoon Teng
- Templo Geok Hu Keng
- Templo Poh San Teng
- Templo Sri Poyyatha

### Lugares musulmanes y malayos históricos
- Mausoleo de Hang Jebat
- Mausoleo de Hang Kasturi
- Mezquita de Kampung Hulu
- Mezquita de Kampung Kling
- Mezquita de Tranquerah (Mezquita Tengkera)
- Muro del Sultán
- Masjid Selat Melaka

### Otros monumentos
- Memorial de la declaración de Independencia (Memorial Pengistiyharan Kemerdekaan)